# Marquesado de Argentera
El marquesado de Argentera es un título nobiliario español creado por el rey Alfonso XIII en favor de Eduardo Maristany y Gibert, director de la Compañía de Ferrocarriles MZA, el 10 de enero de 1918 por real decreto y el 3 de julio del mismo año por real despacho, a fin de reconocer su labor en la construcción del túnel ferroviario, conocido como túnel de la Torreta, en Argentera, provincia de Tarragona.
La concesión se produjo luego de que el jefe de la estación de Riudecanyes solicitase para el futuro marqués un título nobiliario y se recogiesen, en ese sentido, más de veintitrés mil firmas.

## Historia de los marqueses de Argentera
La lista de sus titulares es la que sigue:
- Eduardo Maristany y Gibert[3] (1855-1941), I marqués de Argentera, ingeniero de caminos, director de la Compañía de Ferrocarriles MZA (Madrid-Zaragoza-Alicante).

Se casó con María de los Dolores de Benito Endara. El 18 de junio de 1949 le sucedió su hijo:
- Carlos Maristany y Benito (m. 1962), II marqués de Argentera.

Se casó con Cristeta Marqués y Furtiá. El 12 de mayo de 1967 le sucedió:
- María Luisa Maristany y Marqués, III marquesa de Argentera.

Se casó con Luis Fernando Pilon y Alarcón. El 9 de junio de 2004 le sucedió su hijo:
- Luis Eduardo Pilon y Maristany, IV marqués de Argentera.

Se casó con Ana María Vilá Basté.
- Luis Fernando Pilon Vilá, V marqués de Argentera.

Se casó con Esther Rodríguez Cortés.